# Balad (partido político)
Balad (en hebreo: בל"ד, acrónimo de Brit Le'umit Demokratit, "Asamblea Democrática Nacional"; en árabe: التجمع الوطني الديمقراطي, al-Tajamu' al-Watani al-Dīmūqrati o بلد, que significa "pueblo") es un partido político árabe-israelí de ideología nacionalista palestina con tres diputados en el parlamento israelí. Actualmente forma parte de una alianza electoral conocida como Lista Conjunta.

## Historia

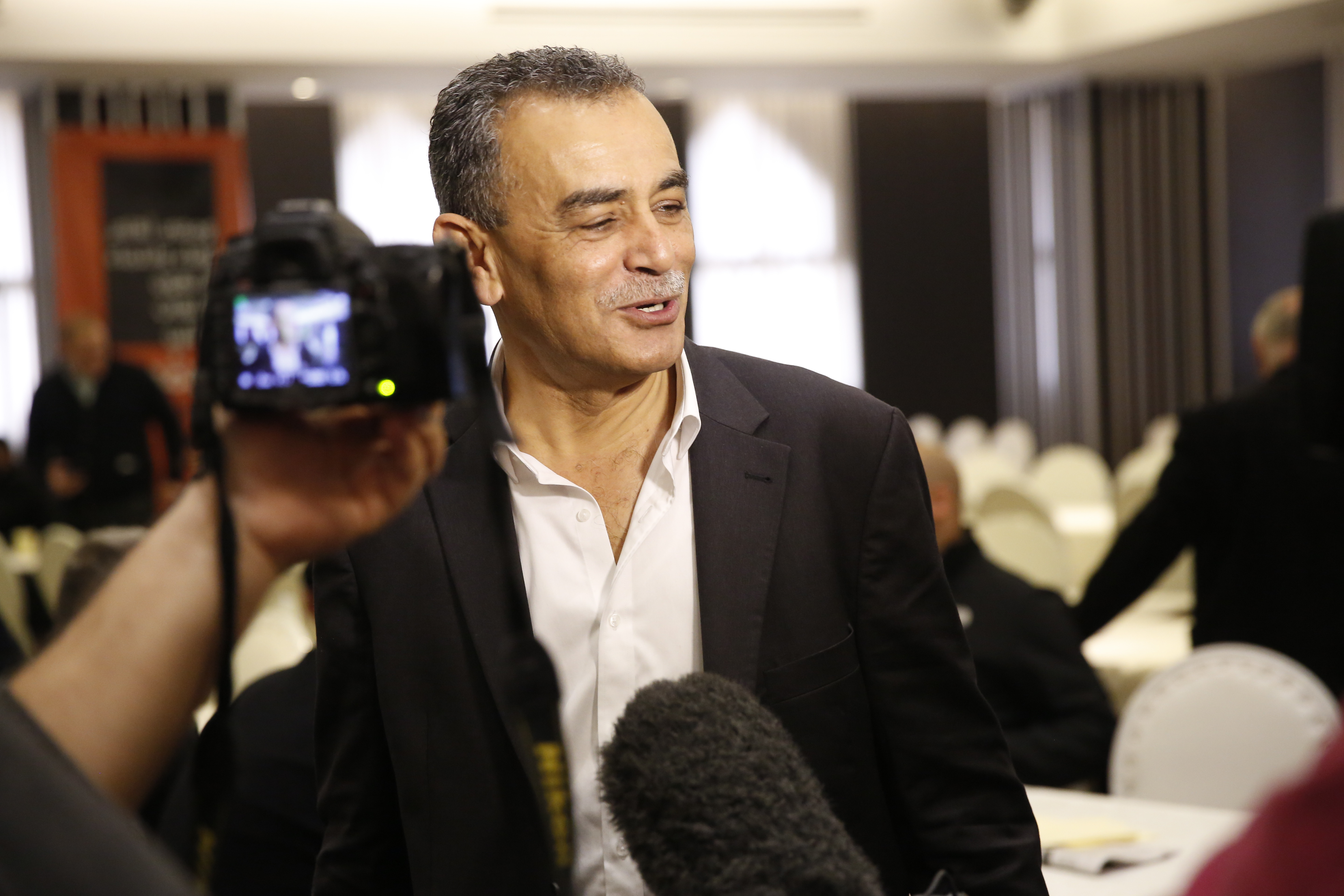
Jamal Zahalka, actual líder de Balad (2019)

El partido fue creado en 1995 por el diputado israelí de origen palestino cristiano Azmi Bichara con el objetivo de representar a la minoría de origen palestino en Israel, una comunidad que se encuentra en torno al 21% de la población israelí. La primera vez que concurrió a las elecciones fue en 1996, y lo hizo en coalición con el partido socialista Hadash. En estas elecciones obtuvo su primer escaño en el Knéset. Desde entonces, Balad ha obtenido representación parlamentaria en todas las elecciones nacionales de Israel.
Tras el buen resultado obtenido en las elecciones de septiembre de 2019, en las que la Lista Conjunta obtuvo 13 escaños de los que a Balad le correspondieron 3, este partido se negó a recomendar a Benny Gantz como candidato para el puesto de primer ministro, a diferencia de la postura oficial adoptada por sus socios en la coalición. Balad justificó su negativa en la "ideología sionista, las propuestas de derechas que no son muy distintas de las del Likud, el agresivo y sangriento historial militar" del candidato Gantz.

### Resultados electorales
| Elección   | Votos                   | %                       | Escaños | +/–         |
| ---------- | ----------------------- | ----------------------- | ------- | ----------- |
| 1996       | Alianza con Jadash      | Alianza con Jadash      | 1/120   |             |
| 1999       | 66.103 (#14)            | 2,6                     | 2/120   | 1           |
| 2003       | 71.299 (#11)            | 2,3                     | 3/120   | 1           |
| 2006       | 72.066 (#12)            | 2,3                     | 3/120   | Sin cambios |
| 2009       | 83.739 (#12)            | 2,5                     | 3/120   | Sin cambios |
| 2013       | 97.030 (#11)            | 2,6                     | 3/120   | Sin cambios |
| 2015       | Parte de Lista Conjunta | Parte de Lista Conjunta | 3/120   | Sin cambios |
| Abr. 2019a | 143.666 (#11)           | 3,3                     | 2/120   | 1           |
| Sep. 2019  | Parte de Lista Conjunta | Parte de Lista Conjunta | 3/120   | 1           |
| 2020       | Parte de Lista Conjunta | Parte de Lista Conjunta | 3/120   | Sin cambios |
| 2021       | Parte de Lista Conjunta | Parte de Lista Conjunta | 1/120   | 2           |
| 2022       | 138.093 (#12)           | 2,9                     | 0/120   | 1           |

a Coalición con Ra'am

## Ideología

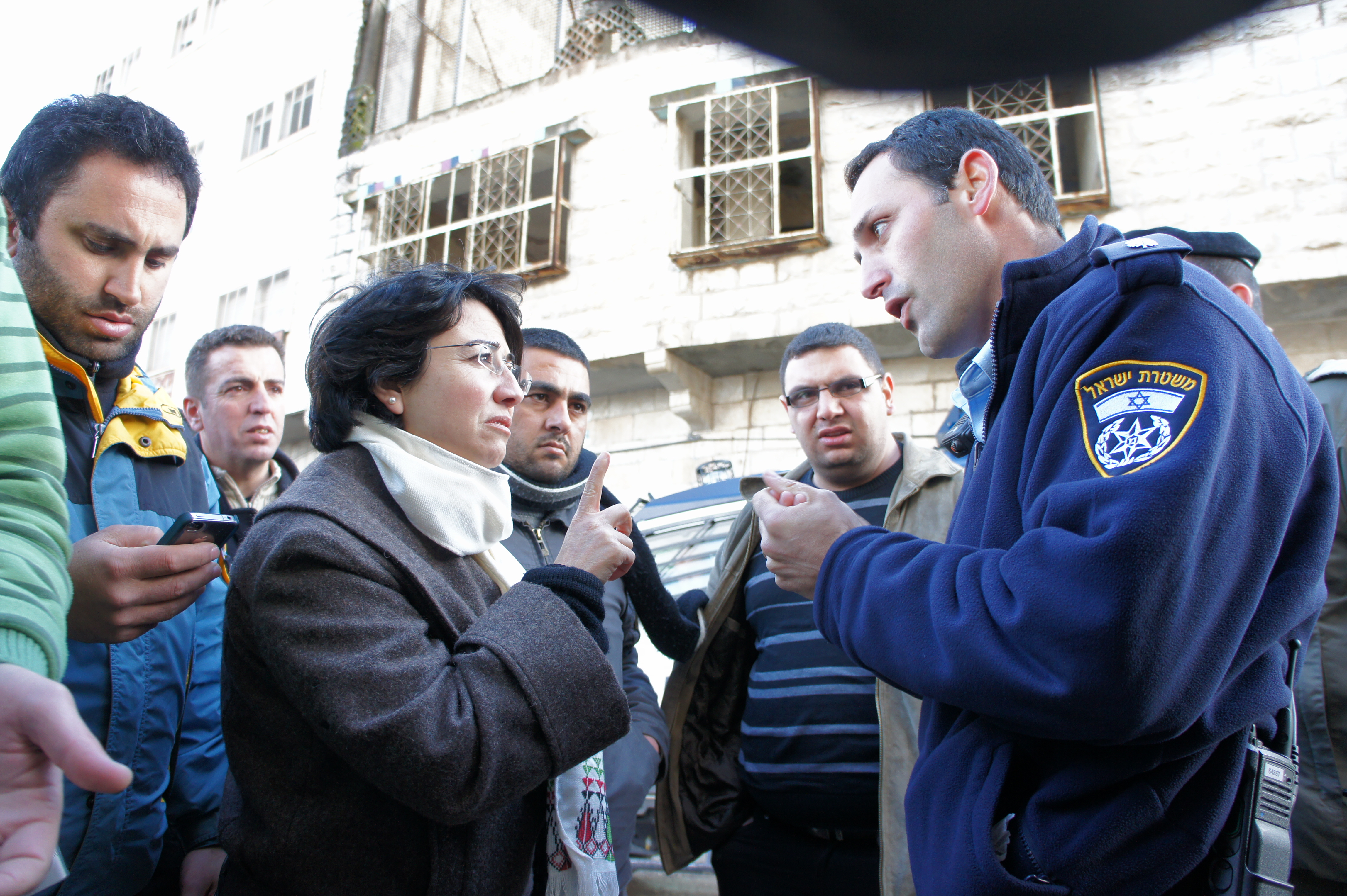
La diputada Haneen Zoabi en la ciudad palestina de Hebrón.

### Propuestas políticas
- Transformar a Israel en un país de todos sus ciudadanos y revocar la Ley del Estado-nación, que establece que Israel es el Estado de la comunidad judía en exclusiva. Esto supone otorgar los mismos derechos civiles y nacionales tanto a la comunidad judía como a la árabe palestina.[10]
- Garantizar que los israelíes de origen palestino puedan gestionar sus propios asuntos culturales y educativos.[10]
- Urgir a Israel a que reconozca para su minoría árabe palestina "su especial conexión con el pueblo palestino, del que son parte integral".[10]
- Establecer una universidad en una de las ciudades de mayoría palestina de Israel.[10]
- Desarrollar un currículo educativo propio para la comunidad palestina de Israel que se centre en sus gentes, su cultura, su lengua y su desarrollo económico.[10]
- Presionar al gobierno israelí para que desarrolle un plan integral de lucha contra el crimen en las comunidades palestinas de Israel, en colaboración con las autoridades locales y con los expertos en materia de seguridad. Esto incluye llevar a cabo investigaciones exhaustivas de los crímenes acaecidos, dejar de dar armas a los voluntarios de la policía israelí, y detener la producción y renovación de licencias de armas, entre otras medidas.[10]
- Terminar la ocupación israelí de todos los territorios palestinos y desmantelar tanto los asentamientos israelíes en Cisjordania y Jerusalén Este como el muro de separación de Cisjordania,[10] todos ellos ilegales según el derecho internacional.[11][12]
- Establecer un Estado de Palestina en la Franja de Gaza y Cisjordania, con capital en Jerusalén Este, y una justa resolución del problema de los refugiados palestinos basándose en la resolución 194 de la Asamblea General de las Naciones Unidas, que establecía el derecho de estos refugiados al retorno a sus hogares o a una compensación económica en caso de que rechazasen volver.[10]
- Apoyar un sistema de gobierno con una clara separación de Iglesia y Estado, así como la libertad de culto.[10]

### Líneas ideológicas
Entre las principales ideas que definen al partido cabe destacar las siguientes citas: 
- "Los árabes palestinos de Israel son parte del pueblo palestino y de la nación árabe" (en la página web del partido).[10]
- "Balad es parte del movimiento nacional palestino. No somos la izquierda de Israel" (Jamal Zahalka, en un mitin en febrero de 2019).[10]

## Controversias

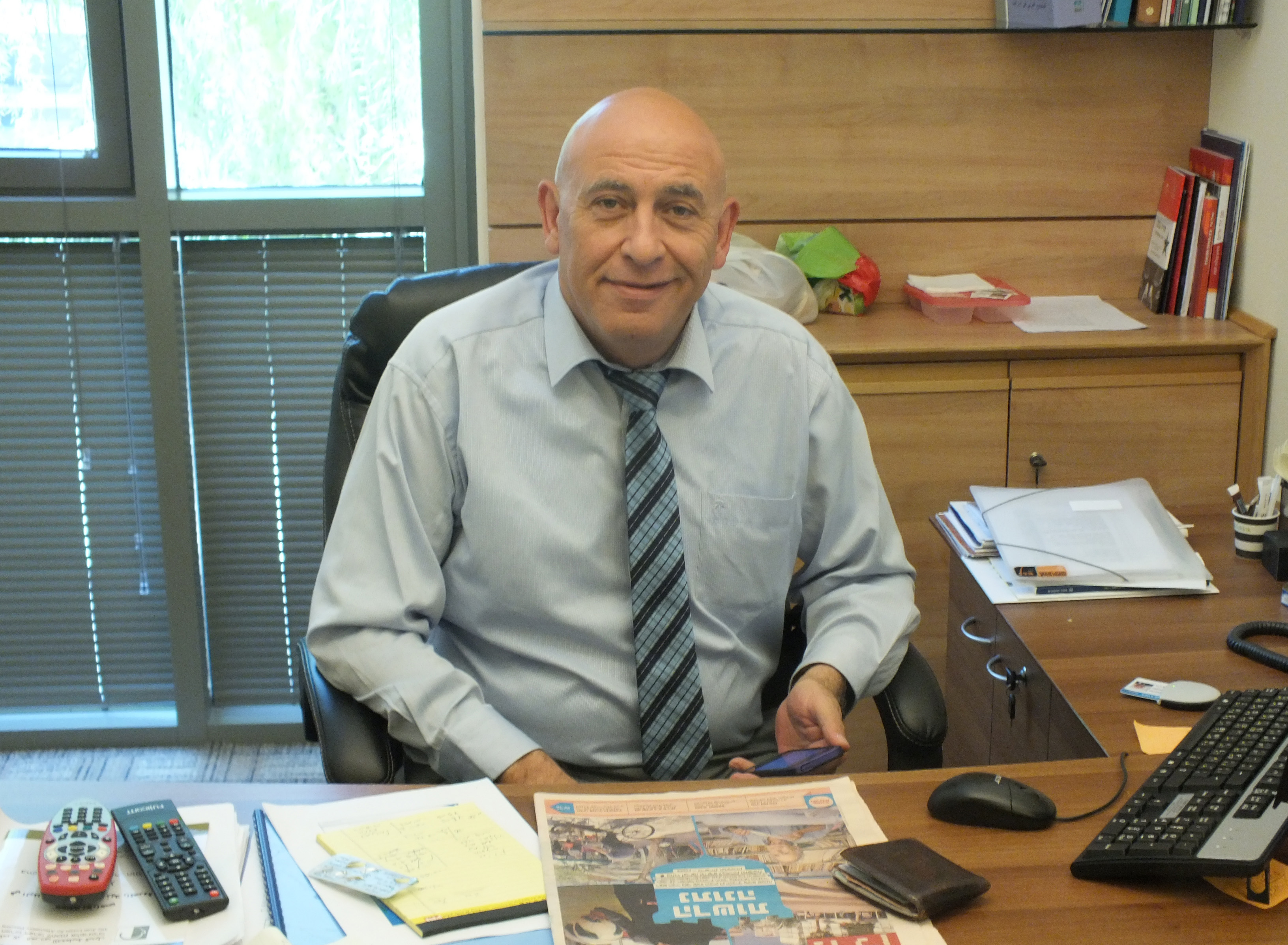
Bassel Ghattas, diputado de Balad encarcelado por entregar teléfonos móviles a presos palestinos.

Varios de los diputados de Balad se han visto envueltos en controversias y polémicas relacionadas con los diversos conflictos que mantiene el Estado de Israel con otros países árabes, tales como el Estado de Palestina o el Líbano. Por ejemplo, su fundador, Azmi Bishara, fue acusado en 2007 de haber espiado para el grupo armado libanés Hezbolá. Aunque negó las acusaciones, no ha vuelto a Israel para someterse a juicio y permanece en el exilio. Otra de sus exdiputadas, Haneen Zoabi, participó en la Flotilla de la Libertad que pretendía introducir medicinas y alimentos en la Franja de Gaza en 2010. Comandos israelíes asaltaron uno de los barcos de esta flotilla en aguas internacionales y asesinaron a diez de los activistas. Zoabi fue brevemente detenida por su participación en esta acción solidaria con Gaza. Por otra parte, Basel Ghattas, parlamentario de Balad entre 2013 y 2017, fue detenido en 2017 por intentar colar teléfonos móviles a presos palestinos en cárceles israelíes. Fue condenado a dos años de cárcel.